# Acacia pteroclada
Acacia pteroclada é uma espécie de leguminosa do gênero Acacia, pertencente à família Fabaceae.